# Achim Thiel (Jurist)

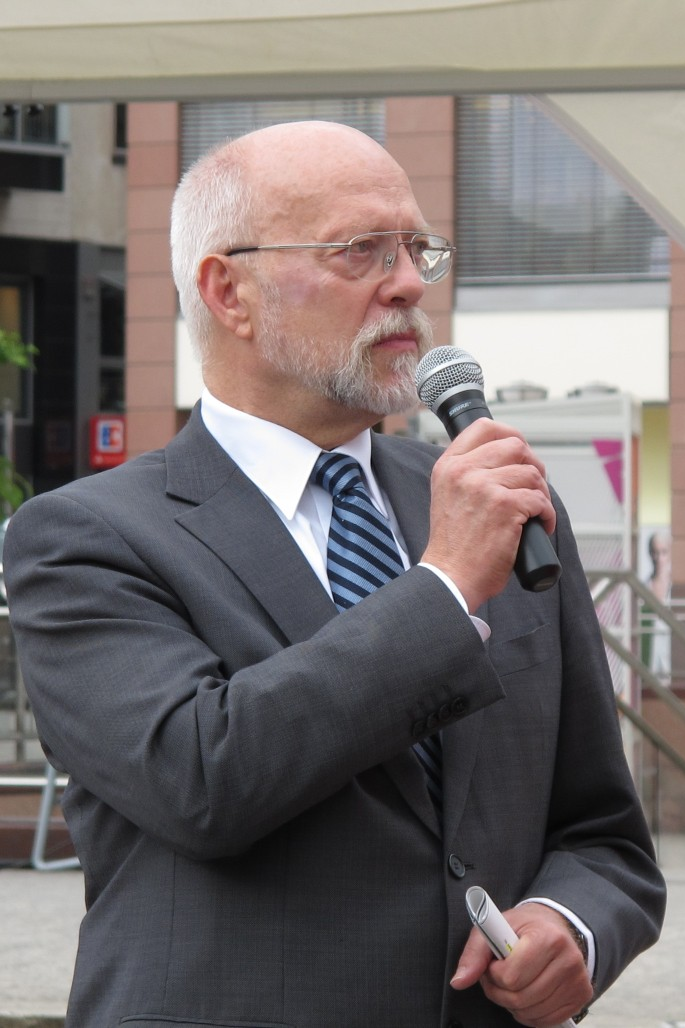
Achim Thiel bei einem Interview in Frankfurt am Main auf der Zeil

Achim Thiel (* 1953) ist ein deutscher Jurist. Zwischen September 2005 und August 2014 war er Polizeipräsident in Frankfurt am Main.
Nach dem Studium der Rechtswissenschaften an der Johannes Gutenberg-Universität in Mainz wurde er 1981 als Jurist bei der Staatsanwaltschaft beim Landgericht Frankfurt am Main angestellt. Im selben Jahr promovierte Thiel zum Thema „Problemkreise der Aufenthaltserlaubnis und Ausweisung in der Rechtsprechung des Oberverwaltungsgerichts Rheinland-Pfalz“. 1990 wechselte Thiel in das Hessische Justizministerium, wo er unter anderem bei der Bekämpfung der Organisierten Kriminalität eingesetzt war. 1993 wechselte er an das Oberlandesgericht Frankfurt am Main, wo er die Zentralstelle zur Bekämpfung der Organisierten Kriminalität aufbaute und bis 2005 leitete. Im Juli 2005 wurde Thiel für drei Monate an die Internationale unabhängige Untersuchungskommission der Vereinten Nationen (UNIIC) in Beirut abgeordnet, welche den Anschlag auf den Fahrzeugkonvoi des früheren libanesischen Premierministers Rafiq al-Hariri am 14. Februar 2005 untersuchte.
Am 26. August 2014 erhielt Thiel im Rahmen eines Festaktes vom hessischen Innenminister Peter Beuth seine Ruhestandsurkunde. Sein Nachfolger wurde Gerhard Bereswill.
Thiel ist verheiratet und hat zwei Töchter.